# Valeriana sichuanica
Valeriana sichuanica är en kaprifolväxtart som beskrevs av Hong De-Yuan. Valeriana sichuanica ingår i släktet vänderötter, och familjen kaprifolväxter. Inga underarter finns listade i Catalogue of Life.